# Theo Stevenson
Theo Stevenson (tên khai sinh là Theodore John Stevenson, sinh ngày 27 tháng 2 năm 1998) là một diễn viên người Anh, được biết đến với vai diễn trong phim Horrid Henry: The Movie.

## Sự nghiệp
Năm 2007, Stevenson trở thành một diễn viên với vai diễn đầu tiên, Young Nick trong Fred Clausas. Sau đó anh đóng vai chính trong bộ phim hài In Bruges vào năm 2008. Năm 2010, anh đóng vai chính Jake Bubin trong Reuniting the Rubins. Năm 2011, anh vào vai diễn nổi tiếng nhất của mình, cậu bé Horrid Henry trong Horrid Henry: The Movie cùng hai bạn diễn Tyger Drew-Honey và Anjelica Huston. Anh cũng xuất hiện trong video âm nhạc của phim và xuất hiện trên Daybreak vào cuối năm 2011.
Một năm sau phim Horrid Henry: The Movie, hãng Vertigo Films thông báo rằng Stevenson sẽ là diễn viên trong một phiên bản Trung học sắp tới của Streetdance gọi là Streetdance Juniors và sau đó đổi tên thành All Stars. Trong All Stars, anh diễn cùng các diễn viên như Akai Osei-Mansfield, Ashley Jensen, Kimberley Walsh, John Barrowman và một số diễn viên khác.
Từ năm 2014-nay, Stevenson đã có một vai diễn trong Milie Inbetween, anh vào vai Craig - anh trai cùng cha khác mẹ của nhân vật chính Millie.

## Những bộ phim đã tham gia
| Năm  | Tiêu đề                 | Vai diễn      | Ghi chú            |
| 2007 | Fred Claus              | Young Nick    | Phim               |
| 2008 | In Bruges               | Boy in Church | Phim               |
| 2010 | Reuniting the Rubins    | Jake Rubin    | Phim               |
| 2011 | Horrid Henry: The Movie | Horrid Henry  | Phim               |
| 2012 | Little Cracker          | Cậu bé        | tập Darren Boyd's  |
| 2013 | All Stars               | Ethan         | Phim               |
| 2014 | Millie Inbetween        | Craig         | series truyền hình |